# André de Guastalla
André de Gonzaga (?-1686) est comte de San Paolo.

## Biographie
Il est le neuvième fils de Ferdinand II de Guastalla, duc de Guastalla, et de Vittoria Doria, fille de Giovanni Andrea Doria le huitième prince de Melfi.
Son père achète pour lui les fiefs de Serracapriola, Chieuti et San Paolo en 1626 et il devient comte de Saint-Paul.
Il épouse Laura Crispiano fille du marquis de Fusara, avec qui il a un fils , Vincent, le futur duc de Guastalla.

## Descendance
André et Laura ont six enfants :
- Giovanni, marié Ippolita Cavaniglia, fille de Girolamo, marquis de San Marco;
- Vincent Ier de Guastalla (1634 – 1714), duc de Guastalla;
- Éléonore (? – 1715), abbesse du monastère de San Gregorio Armeno, Naples;
- Victoire, une nonne chez les bénédictins de la basilique du monastère de San Gregorio Armeno, Naples;
- Antonia (? – 1711), abbesse du monastère de San Gregorio Armeno, Naples;
- Faustine, une nonne chez les bénédictins de la basilique du monastère de San Gregorio Armeno à Naples.